# Sprawy abo Historyje znacznych niewiast
Sprawy abo Historyje znacznych niewiast – książka Erazma Otwinowskiego wydana w 1589 w Krakowie.
Dzieło, skierowane do kobiet, mieści się w nurcie literatury parenetycznej. Przedstawia wzorce bohaterek biblijnych, antycznych i współczesnych. Arianie, z którymi związany był Otwinowski, przyznawali kobietom równorzędne prawa w życiu zborów, czego przejawem była literatura ariańska adresowana do kobiet. Na wydaniu książki błędnie został podany rok 1859 – prawdopodobnie chodziło o rok 1589.